# Logos
Pour les articles homonymes, voir Logos (homonymie). Pour le pluriel du mot logo, voir Logotype.
Dans la pensée grecque antique, le logos (grec ancien λόγος lógos « parole, discours, raison, relation ») est au départ le discours parlé ou écrit. Par extension, logos désigne également la raison, forme de pensée dont on considère qu'elle découle de la capacité à utiliser une langue (grec γλῶσσα / glossa, γλῶττα / glotta « langue ») ou des mots (λόγια / lógia « mots »).
De l'idée de logos dérive celle de logique (au sens large par opposition à la logique mathématique moderne), qui correspond dans le monde latin à la rationalité, l'art de la pensée verbale juste.

## Étymologie grecque
Le terme grec lógos n'a pas d'équivalent en français qui recouvre l'ensemble de ses acceptions et usages : il peut en effet désigner la parole, le discours, l'énoncé, la relation mais peut aussi signifier « rapport », « raison », « raisonnement », « définition » ou encore « argumentation ». Logos a donné les suffixes -logue, -logie, -logique et -logiste, qui désignent des disciplines du savoir (sciences) ; la plupart du temps, la discipline porte le suffixe -logie, la personne étudiant cette discipline -logue, et l'adjectif -logique. Exemples : archéologie, théologie, musicologie, entomologie, sociologie, ethnologie, etc.

## Logos en philosophie
Dans la philosophie platonicienne, le logos est considéré comme la raison du monde, comme contenant en soi les idées éternelles, archétypes de toutes choses. C'est aussi un concept à la fois rationnel et oratoire. Au sein de la philosophie arabo-musulmane à l'époque du Moyen Âge, la notion de logos désigne la philosophie directement héritée de celle de l'Antiquité grecque, notamment le néo-platonisme, tout en remettant en cause des aspects philosophiques des Anciens Grecs notamment de l'aristotélisme. Selon Avicenne-Ibn Sina, Aristote ne plaçait pas suffisamment l'homme au centre du monde, ses problèmes et ses préoccupations majeures étaient d'ordre métaphysique.
A. Landry souligne que notre mot « raison » traduit λόγος et même vοῦϛ.
Héraclite d'Ephèse (VIe siècle av. J.-C.) parle du logos autour duquel il regroupe les idées de mesure, de proportion d'harmonie et de rythme. Ce Logos lui fournit l'explication du monde, identifié à sa loi ou au Nomos conformément auquel se déroulent les évènements du monde et les relations entre les hommes. Pour Héraclite le Logos est l'ordre intelligible pour l'intelligence, un feu pour les sens et la loi nécessaire et impersonnelle qui préside au processus de construction et de reconstruction du monde.

## Logos en rhétorique
Dans l'art rhétorique, le logos relève de la démonstration, de la raison et de l'argumentation. Avec l'ethos et le pathos, le logos représente l'un des trois piliers de la rhétorique telle que développée par les auteurs antiques (Platon, Aristote, Cicéron, Quintilien...)

## Le Logos dans les Targoum
Les targoum qui sont des traductions araméennes libres de la Bible utilisent la formule memra de Adonaï pour parler du Logos ou Verbe de Dieu ou encore de sa Parole. memra de adonaî apparaît près de 600 fois dans les targoum. Donnons en quelques exemples :
" Il apparut devant le Seigneur que la lumière était bonne, et le Logos du Seigneur divisa la lumière des ténèbres. " (Genèse 1, 4.)
"Il fut emporté par le Logos devant le Seigneur." (Genèse 5, 24) "Je suis avec toi par mon Logos, je te garderai partout où tu iras et te ramènerai dans ce pays, parce que mon Logos ne t'abandonnera pas. " (Genèse 28, 15)
"C'est moi qui suis par mon Logos, et il n'est point d'autre Dieu en dehors de moi." (Deutéronome 32, 39) 
"Le Logos du Seigneur était la lumière et brillait." (Exode 12, 42.)  
"Moi, mon Logos, je serai avec toi." (Exode 3, 12). "Ce sont les commandements et les ordonnances des jugements et des décrets de la loi que le Seigneur a établis entre son Logos et les fils d'Israël sur le mont Sinaï par la main de Moïse." (Lévitique 26, 46)
"C'est moi qui ai créé la terre par mon Logos et y ai établi l'homme ." (Isaïe 45, 12). "Par mon Logos j'ai créé les fondements de la terre." (Isaïe 48, 13)
Précisons  que l'usage du targoum signifie que Dieu n'agit jamais sans son Logos, parce que son Logos n'est autre que lui-même. Il faudrait donc exclure la facilité qui verrait dans le Logos des targoum une personnification.

## Logos dans la religion chrétienne
"Le recours de Jean au concept de Logos  dans le prologue de son Évangile peut surprendre; Mais cet usage est conforme aux tendances du judaïsme contemporain où le Logos, Memra ou Dabar s'affirme comme un être préexistant identifié à Dieu. Il est en profonde connivence avec la nature du Dieu biblique qui prend l'initiative de s'adresser au hommes. L'identification de Jésus avec la parole efficiente de Dieu n'apparaît pas seulement chez Jean mais aussi chez Luc."
Dans la théologie chrétienne, « Logos » s’emploie pour désigner la deuxième personne de la Trinité chrétienne et a le même sens que « verbe, parole » : Jésus, le Christ. L'origine de cette désignation vient de la Bible même :

« Évangile selon Jean, chapitre 1 :
[1] Au commencement était la Parole, et la Parole (logos) était avec Dieu, et la Parole (logos) était Dieu. [2] Elle était au commencement avec Dieu. [3] Toutes choses ont été faites par elle, et rien de ce qui a été fait n'a été fait sans elle. [4] En elle était la vie, et la vie était la lumière des hommes. »

L’analogie du Logos de Jean avec celui des targoum d'Israël est profonde : Identité du Logos et de Dieu, Logos créateur, Logos lumière, Logos omniprésent, Logos médiateur de l'Alliance, Logos de vie, Logos protecteur d'Israël.

Le Logos chrétien est la Parole vivante et créatrice du Christ dans le Nouveau Testament. 

« Psaumes 33:9. Après tout, c'est par sa parole que tout a été créé. »

L'Évangile selon Jean affirme que Dieu parle, sa parole est son hypostase, sa Parole créatrice est aussi puissante que Lui-même : Il est Sa Parole. Ce concept de la parole de Dieu comme hypostase de Dieu même est commun à plusieurs religions, mais pour l'auteur de l'évangile, ce qui est original et unique à la chrétienté est que cette parole, hypostase, qui est Dieu même, est devenue homme et a habité parmi les hommes :

« Évangile selon Jean, chapitre 1
[14] Et la parole a été faite chair, et elle a habité parmi nous, pleine de grâce et de vérité ; et nous avons contemplé sa gloire, une gloire comme la gloire du Fils unique venu du Père. »

Si le platonisme a peut-être influencé le langage de Jean — peut-être à travers Philon d'Alexandrie, précurseur du néoplatonisme —, il n'est pas cherché de cohérence avec la philosophie grecque, mais Jean a identifié Jésus avec le YHWH de l'Ancien Testament[pas clair] : le Logos de Dieu est Dieu même, et ce Logos est Jésus.[réf. nécessaire]
Pour les catholiques, Logos désigne le rapport entre l'homme et Dieu via un discours rationnel, cohérent et appuyé par une démarche philosophique.
Le cardinal Ratzinger, futur pape Benoît XVI, écrit en 2005 :

« Le christianisme doit toujours se souvenir qu'il est la religion du Logos. C'est la foi en le Creator Spiritus, le Saint-Esprit par qui procède tout ce qui existe. C'est aujourd'hui ce qui fait sa force philosophique en ce que soit le monde provient de l'irrationnel, et la raison n'est alors qu'un « sous-produit » à l'occasion même douloureuse de son développement, soit le monde provient du rationnel et est alors en conséquence son critère et son but. La foi chrétienne penche pour cette seconde thèse, ayant ainsi d'un point de vue philosophique la haute main, en dépit du fait que beaucoup considèrent aujourd'hui que la première thèse est par excellence la seule option moderne et rationnelle. [...] »

Luc dans son Évangile semble personnifier la parole de Dieu en sorte que le Dictionnaire Jésus a proposé les traductions suivantes de divers versets de cet Évangile : ainsi Luc parle au début de son Évangile des " serviteurs du Logos." (1, 2). De même on pourrait traduire 5, 1 en " Il advint, comme la foule se serrait pour écouter le Logos de Dieu, qu'il se tenait lui-même sur le bord du lac de Gennésareth." On pourrait également citer : " L'effroi les saisit tous, et ils s'entretenaient entre eux, en disant : Qui est ce Logos pour commander avec autorité et puissance aux esprits impurs, et ils sortent?" (4, 36), ou encore : "Ma mère et mes frères, ce sont ceux qui écoutent le Logos de Dieu et le mettent en pratique." (8, 21) "Ceux qui sont sur le roc sont ceux qui lorsqu'ils l'ont entendu, avec joie, accueillent le Logos." (8, 13). 3Heureux ceux qui écoutent le Logos de Dieu et le mettent en pratique." (11, 28).
Dans les Actes des Apôtres de Luc, on retrouve aussi par deux fois le Logos. D'abord dans un discours de Pierre : "Le Logos que Dieu a envoyé aux fils d'Israël pour qu'il proclame l'Évangile de la paix par Jésus-Christ, c'est lui qui est le Seigneur de tout." (10, 36). Ensuite dans un discours de Paul : "Vous qui craignez Dieu, C'est à nous que le Logos du salut a été dépêché. Lui que les habitants de Jérusalem et leurs chefs ont ignoré. en le condamnant ils ont accompli les paroles des prophètes." (13, 26-27) Bref, le Logos se présente chez Luc comme l'envoyé personnel de Dieu de manière analogue à la présentation du Logos dans les targoum.

## Logos en psychologie
En psychologie, le mot « Logos » a donné le nom féminin « logorrhée », un bavardage intarissable, flot de paroles plus ou moins cohérentes. La logorrhée s'observe surtout dans les états maniaques (voir manie), où elle est le reflet de la « fuite des idées » du malade. Elle est habituelle dans les états d'excitation (ivresse aiguë, alcoolisme, etc.).